# 聖克萊爾 (密歇根州)
聖克萊爾（英語：St. Clair）是一個位於美國密歇根州聖克萊爾縣的城市。

## 人口
根據2020年美國人口普查的數據，聖克萊爾的面積為9.37平方千米，當中陸地面積為7.61平方千米，而水域面積為1.75平方千米。當地共有人口5464人，而人口密度為每平方千米583人。